# Шумовий трейдер
Шумовий трейдер (англ. Noise trader), який також неофіційно відомий як ідіот-трейдер, в літературі фінансових досліджень описується як фондовий торговець, рішення якого купувати, продавати чи утримувати є нераціональним та халатним. Це фізична особа, яка торгує на основі неповних або неточних даних, часто торгуючи нераціонально. Шумні торговці часто здійснюють торги на основі шуму чи слуху, а не на ґрунтовному технічному чи фундаментальному аналізі чи професійній раді. Присутність торговців шумом на фінансових ринках може призвести до того, що ціни та рівень ризику будуть відхилятися від очікуваних рівнів, навіть якщо всі інші торговці раціональні.
Шум на ринку часто набуває форми невеликих цінових рухів без реальних змін економічних ситуацій та перспектив. Шумовий трейдер, як правило, термін, який використовується в наукових дослідженнях фінансів, пов'язаних з гіпотезою ефективних ринків (ГЕР).
Шумова торгівля — нав'язлива, гіперактивна діяльність з купівлі чи продажу на фінансових ринках, що робиться за відсутності змістовно нової інформації, за винятком хаотичних незначних цінових змін, дрібниць або неправильно зрозумілих новин чи неперевірених чуток.

## Походження терміна
Ідея шумового трейдера виникла з того, що цінова дія має «шум», який не пов'язаний із сигналом звукового аналізу щодо вартості безпеки.
Термін «шумовий трейдер» придумав Фішер Блек: коли виступав з обранням до американської фінансової асоціації у ролі президента. Він використав це слово у своїй якості антонімом до слова «новини». Малозначні чинники являють собою шум, а шумові трейдери приймають рішення, які базуються на припущеннях та малозначних факторах, а не на основі реальних новин. Ще раніше використовували більш виражений мовний текст для передачі ідеї про те, що «шум може змінити цінність активів». Блек у своїй роботі зазначає в притаманному йому стилі: «… шум, з одного боку, створює можливості для прибуткової торгівлі, проте одночасно ускладнює прибуткову торгівлю».
Торговці шумом корисні, навіть можна сказати, вони є необхідними для функціонування ринків. Без торговців шумом ринки були б інформаційно ефективними. Ціни завжди б повністю відображали інформацію (оскільки відсутні ринкові суперечки та торгівля ліквідністю). Навіть при асиметричному доступі до інформації понформовані торговці можуть повністю розкрити її через свою торгову діяльність, а ціни її відображатимуть і зрештою усунуть мотивацію для інформаційної торгівлі. Тобто, як стверджував Блек (1986), без торговців шумом торговці поширюватимуть свої дані, щоб уникнути втрати прибутку поінформованим торговцям таким чином, що жодні торги ніколи не будуть виконані. Однак шумові трейдери накладають на інших торговців ризик того, що ціни можуть змінитися непередбачувано, нераціонально та без посилання на відповідну інформацію. У деяких випадках цей ризик, який накладають шумові трейдери, може зашкодити арбітражникам діяти з метою використання відхилень цін від основних значень.
Шумові трейдери отримують високий прибуток тому, що вони несуть велику частку ринкового ризику, який створює присутність трейдерів з шумом в активах, якими вони володіють: їх присутність підвищує очікуваний прибуток, тому що досвідченим інвесторам не подобається нести ризик того, що трейдери, що працюють з шумом, можуть бути ірраціонально песимістичні і в майбутньому знизять ціни на активи. Модель, яку ми представляємо, має багато властивостей, які відповідають «кейнсіанським» поданням про фінансові ринки.
Едвін Бертон та Суніт Шах запровадили концепцію порядку денного шумового трейдера, щоб краще сприяти обговоренню шумових трейдерів. Ця концепція була опублікована в тексті під назвою «Поведінкові фінанси» (Wiley, 2013), і далі вона цитується в книзі іспитів Асоціації CMT на рівень I рівня. Ця концепція пояснює більш корисний та практичний спосіб мислення торговців шумом. Вони пояснюють все так: "Давно відомо, що є багато часто нерозумних причин, чому люди купують і продають акції. Ніхто не удає, що всі торговці та інвестори цілком раціональні; загальне спостереження говорить про те, що це не так. Але саме існування шумових трейдерів недостатньо для визнання недійсним ГЕР (Гіпотеза ефективного ринку). 
Відповідно до цієї гіпотези ринкові ціни завжди відображають справжню вартість речей, що виставляються на торги, оскільки в цих цінах врахована вся наявна інформація. В даний час ця гіпотеза є спірною.
Гіпотеза ефективного ринку, як і всі інші економічні концепції, заснована на лінійній парадигмі, відповідно до якої кожна економічна дія (подія) викликає лінійну пропорційну реакцію, тобто утворюються певні причинно-наслідкові зв'язки.
Ефективний ринок (efficient market) — це фінансовий ринок, на якому фактична ринкова ціна цілком відображає і дорівнює вартості фінансового активу, позаяк акумулює всю минулу, наявну і можливу інформацію про нього.
Значення теорії ефективного фінансового ринку полягає в тому, що постійна високоефективна діяльність при даному рівні ризику може бути надзвичайно рідко. 
Для того, щоб показати, що ГЕР перебуває у біді, необхідно виконати щонайменше дві умови. Ми називаємо ці дві умови — програмою трейдера шуму. Поведінка торговців шумом повинна бути систематичною. Шумовим трейдерам потрібно показати, що вони не просто скасовують один одного. Якщо одні занадто оптимістичні, а інші занадто песимістичні, то одна група може просто скасувати дію іншої. Натомість має бути щось на кшталт стадної діяльності, наприклад, велика група шумових трейдерів або невелика група з великою кількістю активів поводяться подібним чином. Шумовому трейдеру необхідно вижити економічно протягом значного періоду часу. Якщо всі торговці шумом втратять гроші через торгівлю шумом, то їх вплив буде обмеженим. Шумовому трейдеру потрібно за певних умов отримувати значні та стійкі прибутки. Інакше торговці шумом — це просто гарматний корм, як пропонує Фрідман, для розумних торговців ".
Класична модель шумового трейдера для впливу на ринок, яка є природною точкою порівняння, пояснюється Кайлом (1985). Ця модель передбачає, що є три типи трейдерів: шумові трейдери, які здійснюють випадкові торги; виробники ринку, які встановлюють ціни для гарантії ефективності; інсайдер, який має доступ до вищої і більшої за обсягом інформації. За найзагальнішою версією моделі, шумові трейдери та інсайдерська торгівля існують постійно від початкового і до остаточного часу ліквідації, після чого всім виплачується ціна ліквідації за їх власність. Інсайдер має чудову інформацію про остаточну ціну ліквідації та нескінченний банк, який він використовує для отримання максимального прибутку користуючись торговцями шумом.

## Ризик шумового трейдера
Ризик шумового трейдера — це форма ринкового ризику, пов'язана з інвестиційними рішеннями шумових трейдерів. Чим вище мінливість ринкової ціни на певні цінні папери, тим більше пов'язаний з цим ризик шумового трейдера — тобто ризик, пов'язаний з значною мірою не інформованими торговцями, які торгують на ринку замість сигналу. Ці трейдери значною мірою слідують за тенденціями, емоційними та недисциплінованими. Ризик шумового трейдера описує негативний вплив такої нераціональної чи не інформованої торгівлі на надійний аналіз інвестицій у цінні папери.
Найважливішим елементом шумової торгівлі є мінливість. Чим більша мінливість акцій, тим більше вона буде залучати шумових трейдерів. Якщо запас іде вгору, він збиратиме людей, сподіваючись на швидкий розвиток. Якщо він знизиться, багато короткострокових торговців намагатимуться продати, щоб уникнути втрат. По суті, це і є ризик шумового трейдера, ризик нестабільності, який пов'язаний з тим, що торговці шумом штучно підвищують або знижують ціну акцій через шквал короткострокових торгів, що не має нічого спільного з базовою вартістю активу.